# Joaquín Larrivey
Joaquín Larrivey (ur. 20 sierpnia 1984 w Buenos Aires) – argentyński piłkarz, grający na pozycji napastnika.